# Piper lundii
Piper lundii är en pepparväxtart som beskrevs av C. Dc.. Piper lundii ingår i släktet Piper och familjen pepparväxter. Inga underarter finns listade i Catalogue of Life.